# Peoria (djur)
Peoria är ett släkte av fjärilar. Peoria ingår i familjen mott.

## Dottertaxa tillPeoria, i alfabetisk ordning[1]
- Peoria albifasciata
- Peoria albivenella
- Peoria approximella
- Peoria bifasciella
- Peoria bipartitella
- Peoria bistriatella
- Peoria cashmiralis
- Peoria cremoricosta
- Peoria dichreella
- Peoria dimidiatella
- Peoria discinotella
- Peoria floridella
- Peoria gaudiella
- Peoria gemmatella
- Peoria haematica
- Peoria holoponerella
- Peoria johnstoni
- Peoria longipalpella
- Peoria luteicostella
- Peoria nodosella
- Peoria opacella
- Peoria pamponerella
- Peoria perlepidella
- Peoria perlepidellus
- Peoria punctata
- Peoria punctilimbella
- Peoria punctilineella
- Peoria rhodobaphella
- Peoria roseatella
- Peoria roseopennella
- Peoria roseotinctella
- Peoria rosinella
- Peoria rostrella
- Peoria santaritella
- Peoria sarensis
- Peoria tetradella